# Нужъялы (посёлок)
Нужъя́лы (мар. Нужъял) — посёлок в Медведевском районе Республики Марий Эл. Входит в состав Нурминского сельского поселения.

## География
Посёлок находится у железнодорожной линии на Яранск, на расстоянии приблизительно 16 км (по прямой) к северо-западу от города Йошкар-Ола, столицы республики.

### Часовой пояс
Посёлок Нужъялы, как и вся Республика Марий Эл, находится в часовой зоне МСК (московское время). Смещение применяемого времени относительно UTC составляет +3:00.

## История
Посёлок образован в 1968 году как лесоучасток. К 1980-м годам уже было 3 улицы жилых домов, появились учреждения соцкультбыта. В дальнейшем Нужъяльский лесоучасток стал производственным участком Медведевского лесокомбината. С начала 1990-х годов учреждения соцкультбыта были ликвидированы.

## Население
| 2010 | 2011 | 2013 | 2021 |
| ---- | ---- | ---- | ---- |
| 486  | ↗537 | ↗561 | ↘535 |

### Национальный состав
Согласно результатам переписи 2002 года, в национальной структуре населения русские составляли 62 % из 455 чел., мари — 30 %.